# آلفونس چامی
آلفونس چامی (انگلیسی: Alphonse Tchami؛ زادهٔ ۱۴ سپتامبر ۱۹۷۱) بازیکن فوتبال اهل کامرون بود.
از باشگاه‌هایی که در آن بازی کرده‌است می‌توان به باشگاه فوتبال چرنومورتس نووراسییسک، باشگاه فوتبال الوصل امارات، باشگاه ورزشی النجمه لبنان، باشگاه فوتبال ادنسه، باشگاه فوتبال بوکا جونیورز، باشگاه فوتبال وایله بلدکلوب، باشگاه فوتبال نیس، باشگاه فوتبال هرتابرلین، باشگاه فوتبال داندی یونایتد، و باشگاه فوتبال گوانگ‌ژو سیتی اشاره کرد.
وی همچنین در تیم ملی فوتبال کامرون بازی کرده‌است.